# Julius Gregor
Julius Gregor (6. dubna 1864 Zastávka u Brna – 16. února 1937 Dolní Kounice) byl český vojenský kartograf.

## Život
Julius Gregor se narodil 6. dubna 1864 v Rosicích u Brna
Oženil se 28. 12. 1916 v chrámu svatého Jakuba v Brně. Jeho manželkou se stala Marie Prchalová z Kounic (rozená Přikrylová, vdova po kounickém továrníkovi).

### V rakousko-uherské armádě
Armádní kariéru započal jako důstojník dělostřelectva, později byl převeden do C. a k. vojenského zeměpisného ústavu ve Vídni (K. u k. Militärgeographisches Institut in Wien).
- 1885 - od 1. září se stal kadetem dělostřelectva[3]
- 1886 - poručík polního dělostřelectva[4]
- 1890 - od 1. 11. je uváděn v C. a k. vojenském zeměpisném ústavu ve Vídni („im Mil.-geogr. Institut“) v hodnosti nadporučíka[5], později hejtmana (Hauptmann)[6]
- 1914 - vedoucí nivelačního oddělení v hodnosti majora[7]
- 1917 - byl vyznamenán řádem Františka Josefa (rytířský kříž, V. stupeň).[8]

Jméno Julia Gregora se pravidelně objevuje v německy psaném tisku v souvislosti se zprávami o činnosti C. a k. vojenského zeměpisném ústavu ve Vídni.

### V Československém vojenském zeměpisném ústavu
Po rozpadu Rakousko-Uherska v roce 1918 nedisponovalo Československo kartografickou institucí, která by zajistila potřebné mapy a měřické produkty pro armádu a civilní sektor. Československý vojenský zeměpisný ústav vznikl postupnou transformací původního Oddělení pro vojenské zeměpisné záležitosti Ministerstva obrany, které vzniklo již 27. 11 1918. Julius Gregor řídil v tomto ústavu astronomicko-geodetický odbor v letech 1919–1921.
Ve výroční zprávě Československého vojenského zeměpisného ústavu za období 28. 10. 1918 - 31. 12. 1920 byl uveden jako přednosta astronomicko-geodetického odboru, v hodnosti podplukovníka. Ve zprávě se uvádí, že odbor astronomicko-geodetický, pod vedením pplk. ing. Julia Gregora, provedl v roce 1920 spolu s odborem topografickým přesnou nivelaci území Velké Prahy a okolí jako podklad pro zhotovení vrstevnicového plánu v měřítku 1:5000.
Vojenskou kariéru ukončil v hodnosti plukovníka.

### Po odchodu z Vojenského zeměpisného ústavu
Zemřel 16. února 1937 v Dolních Kounicích.

## Dílo
Nakladatelství A. Píša Brno vydalo následující mapy, jejichž autorem byl Julius Gregor:
- Píšova mapa republiky Československé 1:1 000 000 vycházela opakovaně v letech 1919–1925; od vydání 1921 jsou zakresleny definitivní hranice Československa[p 5]
- Vysoké Tatry 1:50 000 (vydáno 1923, 1925 a 1932), osmibarevná mapa s doprovodným textem prof. Jaroslava Všetečky[12]
- Píšova železniční mapa republiky československé s označením lázní a léčebných míst a se seznamem stanic a lázeňských míst 1:1 000 000 (Vydána 1922)

Ústřední nakladatelství a knihkupectví učitelstva čsl. vydalo v r. 1922 Nástěnnou mapu Slovenska 1:300 000

## Zajímavost
Vídeňská bydliště Julia Gregora lze dohledat v online vídeňských adresářích. Zpočátku bydlel v kasárnách Rossauer (Rossauer-Kaserne), později v bytě na Münzwardeingasse.